# Digital Bounce
"Digital Bounce" là mini album tiếng Hàn của Se7en, phát hành vào ngày 21 tháng 7 năm 2010, gồm 6 ca khúc mới và 1 ca khúc bằng tiếng Anh. Album này đánh dấu sự trở lại của anh sau 3 năm vắng trong làng nhạc K-pop.

## Thông tin thêm
Ngay sau khi ra mắt hôm 21/7, "Better Together" đã nhanh chóng giành vị trí thứ nhất trên nhiều bảng xếp hạng ở Hàn. Ngày 29/7, anh trở lại sân khấu với bài hát "Digital Bounce" cũng là ca khúc chủ đề trong album cùng với phần đọc rap của T.O.P- thành viên nhóm Big Bang.

## Danh sách ca khúc
| STT              | Nhan đề                        | Phổ lời                      | Phổ nhạc                     | Thời lượng |
| ---------------- | ------------------------------ | ---------------------------- | ---------------------------- | ---------- |
| 1.               | "Reset - Intro"                | Choi Pil Gang, Big Tone      | Choi Pil Gang                | 0:55       |
| 2.               | "Digital Bounce" (feat. T.O.P) | Choi Pil Gang, T.O.P         | Choi Pil Gang, DP            | 3:29       |
| 3.               | "Better Together"              | Teddy                        | Teddy                        | 3:38       |
| 4.               | "I'm Going Crazy"              | Teddy                        | Teddy                        | 3:43       |
| 5.               | "Money Can't Buy Me Love"      | Walt Anderson                | Teddy, Walt Anderson         | 3:45       |
| 6.               | "Drips"                        | Choi Pil Gang, Big Tone      | Choi Pil Gang, DP            | 3:22       |
| 7.               | "Roller Coaster"               | Ham Seung Cheon, Kang Uk Jin | Ham Seung Cheon, Kang Uk Jin | 3:33       |
| Tổng thời lượng: | Tổng thời lượng:               | Tổng thời lượng:             | Tổng thời lượng:             | 22:25      |